# Club Social y de Deportes Concepción
O Club Social y de Deportes Concepción é um clube de futebol chileno. Sua sede fica na cidade de Concepción. O clube esteve fora da temporada 2006, pois foi suspenso. Atualmente disputa a Primeira B do Chile, equivalente à 2ª divisão nacional.

## História

### Estabilidade e competições internacionais
O Deportes Concepción foi fundado em 29 de fevereiro de 1966 e ingressou no segundo nível da liga profissional chilena no mesmo ano e venceu o torneio um ano depois, ganhando a promoção para a Primeira Divisão Chilena. No Campeonato Chileno de 1975, conseguiu sua melhor campanha em toda a sua história ao ser vice-campeão. Em 1981, foi rebaixado pela primeira vez, mas em 1985 já voltou à elite. Em 1991, a equipe conseguiu uma histórica vaga para a Copa Libertadores, pois havia ganho a seletiva no ano anterior. O "Leão de Collao" passou pela fase de grupos, mas perdeu nas oitavas para o América de Cali.
Em 1993, foi rebaixado novamente, entretanto, o clube reagiu rapidamente ao vencer a segunda divisão de 1994. O Concepción jogou seu próximo grande torneio internacional em 1999, quando participou da Copa CONMEBOL. Eliminou o Rosario Central, mas perdeu para o Talleres na semifinal. No ano de 2001, jogou a Copa Libertadores, após novamente vencer a seletiva no ano anterior. Passaram da fase de grupos, ficando à frente do San Lorenzo e do Jorge Wilstermann. Contudo, mais uma vez foi eliminado nas oitavas de final, dessa vez para o Vasco da Gama, que tinha jogadores de alto nível como Romário em seu time.

### Crises financeiras e ressurgimento
Em 2002, o clube foi rebaixado mais uma vez e voltou à primeira divisão em 2005. No ano de 2006, a equipe foi suspensa e não pôde jogar profissionalmente durante todo o ano devido a dívidas e salários não pagos. O clube ia ser rebaixado, mas depois de uma batalha legal, eles foram readmitidos na primeira divisão chilena, onde retornaram em 2007. Uma equipe alternativa (Deportes Concepción B) jogou na terceira divisão do Chile em 2006 e 2007 também. Infelizmente, os problemas financeiros continuaram e a federação chilena rebaixou o Conce em 2008.
Em 2016, o clube foi expulso do sistema da Liga Nacional do Chile devido a problemas econômicos. E retornou em 2018, para o último nível do sistema de ligas, a Tercera B. Diante disso, foi escalando as ligas do futebol chileno. Em 2018, conseguiu o acesso à Tercera A (quarta divisão). Em 2019 ascendeu a Segunda División (terceira divisão), retornando ao futebol profissional. Em 2024, conseguiu ser campeão da terceira divisão chilena, garantindo sua volta à Primeira B de 2025 (segunda divisão).

## Rivalidades
Seu principal rival é o Fernández Vial, com quem disputa o emblemático Clássico Penquista. Além disso, o Deportes Concepción também possui fortes rivalidades com o Naval, a Universidad de Concepción, o Lota Schwager e o Huachipato, que são equipes tradicionais da região.

## Títulos
| NACIONAIS | NACIONAIS                       | NACIONAIS | NACIONAIS   |
|           | Competição                      | Títulos   | Temporadas  |
| --------- | ------------------------------- | --------- | ----------- |
| Chile     | Campeonato Chileno - 2ª Divisão | 2         | 1967 e 1994 |
| Chile     | Campeonato Chileno - 3ª Divisão | 1         | 2024        |

## Campanhas de destaque
Copa Conmebol de 1999 : 3º lugar .
Campeonato Chileno : 2º lugar ( 1975 ) .
Copa Chile : 2º lugar ( 2010 ) .
  Vice-campeão do Campeonato Chileno da 2ª Divisão : Duas vezes ( 1984 e 2004) .

## Símbolos

### Escudo
O escudo oficial do Deportes Concepción, até 1998, reproduzia as insígnias do município local, incluindo a águia real de Carlos V, que identifica a cidade. O edilício escudo foi rodeado de cores lilás para incorporar o nome do clube para este projeto. Quando, em 1998, foi decidido mudar o escudo oficial do clube, que reproduzia o brasão do município local, acusando a falta de apoio da instituição do edifício, foi escolhido o emblema que reproduz a cabeça de um leão (olhando para frente) em um campo circular branco, que, em sua borda roxa, reproduz o nome da instituição. Quando o clube foi desfiliado em 2016, decidiu adotar um escudo semelhante ao usado até 1998, que possuía a águia real.

## Sedes e estádios

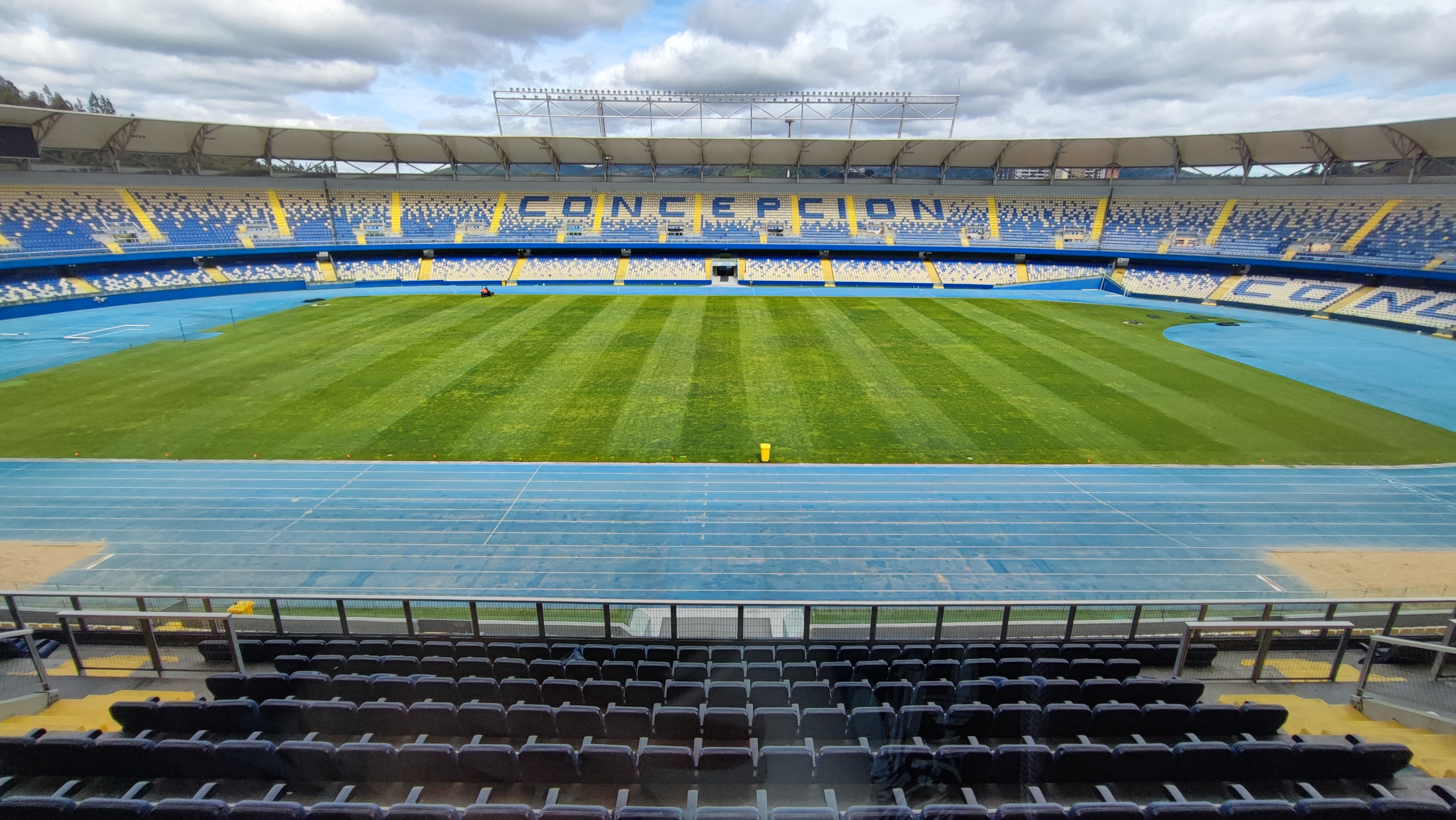
Vista interna do Estádio Municipal de Concepción.

### Municipal de Concepción
O clube manda seus jogos no Estádio Municipal de Concepción, que foi inaugurado em 1962, mas passou por grandes reformas entre 2013 e 2015 para ser uma das sedes da Copa América de 2015 e da Copa do Mundo FIFA Sub-17 de 2015. Após as reformas, a capacidade do estádio aumentou para aproximadamente 33.000 torcedores, sendo o terceiro estádio mais grande do Chile.